# Аналітичні центри України
Аналітичні центри (також дослідницькі центри, мозкові центри, фабрики думок, дослідницькі осередки, осередки дослідження державної політики, англ. think tanks) — дослідницькі організації, які здійснюють дослідження та адвокацію в галузі державного управління, економіки, соціальної сфери, громадянського суспільства, зовнішньої політики та безпеки.

## Загальна інформація
За даними інтернет-проекту "Мережа аналітичних центрів України " станом на 2025 рік, в Україні близько 433 «мозкових центрів». Ядром українських Think Tanks виступає Київ— 118 центрів. Далі йде Львів — 31, Донецьк — 28, Харків — 22, Закарпаття (15), Тернопіль, Хмельницький, Чернівці, Луганськ— по 14, Волинь, Полтава, Івано-Франківськ, Крим, Вінниця, Херсон, Запоріжжя, Чернігів, Дніпропетровськ,— по 13-10 центри на 2025 рік.
Понад два десятки Think Tanks утворено при вузах України, зокрема, Дніпропетровському, Київському, Львівському, Таврійському, Тернопільському та Чернівецькому національних університетах, УАДУ при Президентові України, Харківській національній юридичній академії та ін..
Крім того, в Україні діють аналітичні центри окремих олігархів, бізнесових структур, політичних партій.
До найавторитетніших неурядових аналітичних структур України можна віднести:
- ADASTRA
- Інститут риторики імені Д.Кеннеді
- Київська школа економіки
- Національний інститут стратегічних досліджень
- Інститут економічних досліджень та політичних консультацій (ІЕД),
- Центр економічної стратегії (ЦЕС)
- Інститут суспільно-економічних досліджень
- Український центр економічних і політичних досліджень ім. О. Разумкова (УЦЕПД),
- Український центр аналітики і безпеки (УЦАБ) [Архівовано 24 січня 2022 у Wayback Machine.]
- Фонд «Демократичні Ініціативи» ім. Ілька Кучеріва
- Інститут Євро-Атлантичного Співробітництва
- Центр політико-правових реформ (ЦППР),
- Молодіжний Центр політики та інформації,
- Центр воєнної політики та політики безпеки,
- Агентство гуманітарних технологій (АГТ),
- Асоціацію молодих українських політологів і політиків (АМУПП),
- Атлантичну Раду України (АРУ),
- Інститут політики (ІП),
- Академію економічних наук України,
- Український культурологічний центр (УКЦентр) (Донецьк),
- аналітично-інформаційний журнал «Схід» (журнал) (Донецьк),
- Культурологічний часопис «Ї»,
- Київський центр інституту Схід-Захід (КЦІСЗ),
- Міжнародний Інститут Свободи (ILI)
- Міжнародний центр перспективних досліджень (МЦПД),
- Український незалежний центр політичних досліджень (УНЦПД);
- Центр європейських та міжнародних досліджень (ЦЄМД),
- Центр миру, конверсії та зовнішньої політики України (ЦМКЗПУ),
- Інститут трансформації суспільства (ІТС),
- Агентство Стратегічних Досліджень (http://sd.net.ua [Архівовано 14 квітня 2022 у Wayback Machine.]).
- НТШ зокрема Донецьке відділення НТШ
- Український інститут публічної політики
- Всеукраїнську експертну мережу (ВЕМ),
- Наукове товариство ім. Шевченка,
- Центр міжнародних та порівняльних досліджень
- Стратегічна група радників з підтримки реформ
- Центр досліджень енергетики (EIRCenter.com)
- Аналітичний центр CEDOS (колишній Центр дослідження суспільства)
- Мережа захисту національний інтересів "ANTS"
- CASE Україна
- Рада зовнішньої політики «Українська призма»

Потенційно потужними організаціями є Інститут Євро-Атлантичного Співробітництва (ІЄАС), Інститут Європейської Інтеграції (ІЄІ), Товариство зовнішньої політики України (ТЗПУ), Центр стратегічних досліджень (ЦСД), Асоціація розвитку та безпеки (АРБ).
Фінансування просунутих українських Think tanks, як і в Польщі та Чехії в основному зовнішнє.

## Окремі аналітичні центри
- Інститут риторики імені Д.Кеннеді — аналітичний та освітній центр, що спеціалізується на вивченні тенденцій розвитку політичної та суспільної риторики.
- Інститут економічних досліджень та політичних консультацій (ІЕД) — український незалежний аналітичний центр у сфері економіки і економічної політики.
- Український центр економічних і політичних досліджень ім. О. Разумкова — неприбуткова громадська організація. Здійснює дослідження у сферах внутрішньої політики, соціально-економічному розвитку України, державного управління, міжнародної економіки, зовнішньої політики, національної безпеки і оборони тощо. У УЦЕПД працюють експерти у галузях історії, політології, філософії, соціології, права, міжнародних відносин, економіки, енергетики та воєнної безпеки.
- Національний інститут стратегічних досліджень (НІСД) є базовою науково-дослідною установою науково-аналітичного супроводження діяльності Президента України та Ради національної безпеки і оборони України, консультативно-дорадчим органом при Президентові України НІСД здійснює науково-аналітичні та прогнозні дослідження проблем розвитку України, її національної безпеки, готує і подає Президентові України, Раді національної безпеки і оборони України аналітичні матеріали, проекти програмних документів та нормативно-правових актів.
- Центр політико-правових реформ здійснює дослідження щодо інституційної організації держави у таких напрямках: конституційний лад, публічна адміністрація, судівництво, кримінальна юстиція, доступ до публічної інформації та електронне урядування. ЦППР об'єднує провідних експертів з питань публічного права. Головний офіс ЦППР знаходиться у Києві, є відділення у Львові.
- Український науковий клуб — громадська неприбуткова організація. Об'єднує українських вчених на основі вимог щодо компетенцій та відповідальності моральним стандартам. Український науковий клуб (УНК) є неурядовою організацією заснована у 2007 році в Києві. УНК працює за аналогією «мозкового центру».
- Міжнародний Інститут Свободи (ILI) — заснований 2024 р. як незалежний, некомерційний, позапартійний, аналітичний центр для популяризації цінностей свободи та ідей Австрійської економічної школи, мінімізації втручання держави у діяльність бізнесу та людей. Інститут здійснює експертні дослідження, пропонує практичні рішення для економіки та політики України та країн з перехідною економікою. Фінансування здійснюється коштом українських підприємців-меценатів.
- Міжнародний центр перспективних досліджень здійснює аналітичні дослідження економіки України, прогнози розвитку та оцінку можливих ризиків, а також проводить щоквартальний моніторинг української економіки на мікрорівні. Фінансування в основному міжнародне.
- [Український центр аналітики і безпеки (УЦАБ) аналітичний центр, який спеціалізується на оцінці міжнародної політики, економіки і суспільно-політичних процесів в контексті загроз назіональній безпеці. Випускає аналітичні матеріали щодо російської агресії проти України та інших держав, міжнародних проблем, ситуації в критичній інфраструктурі та суспільно політичних процесів, що можуть загрожувати національній безпеці. До прикладу УЦАБ публікує дослідження з приводу діяльності російської ПВК «Вагнера» в різних країнах (напр. ЧВК «Славянский корпус»: история провала ФСБ РФ и западных спецслужб [Архівовано 5 січня 2022 у Wayback Machine.]).
- Інститут демократії ім. Пилипа Орлика займається дослідженням державного самоуправління та місцевого самоврядування, громадянського суспільства, національної безпеки, прав людини та національних меншин, охорони довкілля. Джерела фінансування — в основному міжнародне.
- Інститут трансформації суспільства здійснює дослідження в галузі економічних реформ, політичної трансформації суспільства, соціології, державного управління і національної безпеки, геополітики. Видає журнал «Економічний часопис». Джерела фінансування внутрішньоукраїнські та міжнародні.
- Аналітичний центр CEDOS (раніше — Центр дослідження суспільства) — незалежний, позапартійний, некомерційний аналітичний центр. Організація діє з 2009 року. Раніше діяльність центру спеціалізувалася на дослідженнях державної політики та суспільних процесів у сферах освіти, міграції та міського розвитку. З 2018 року центр змістив та розширив фокус на проведення інтертематичних міждисциплінарних досліджень у сферах гуманітарних і соціальних питань України. Цінності центру: соціальна справедливість, рівність всіх людей в їхніх правах, обґрунтоване прийняття рішень.
- Вокс Україна [Архівовано 6 жовтня 2021 у Wayback Machine.] — незалежна аналітична платформа, яка допомагає Україні рухатися в майбутнє. У фокусі — економіка, держуправління, суспільні процеси та реформи. Серед ключових продуктів центру — журнал, «Індекс реформ [Архівовано 25 серпня 2021 у Wayback Machine.]», ККД депутата [Архівовано 6 жовтня 2021 у Wayback Machine.], Voxcheck, медійна екосистема [Архівовано 29 липня 2021 у Wayback Machine.], дослідження, інші суспільно-важливі аналітичні продукти.
- CASE Україна досліджує державну економічну політику та обстоює розширення економічних свобод в Україні. Аналітичний центр є регіональним партнером Всесвітнього економічного форуму з підготовки Індексу глобальної конкурентоспроможності. У 2023 році разом із Лєшеком Бальцеровичем, Іваном Міклошем та іншими експертами розробив план реформ «Економічні пріорітети повоєнної України».

Серед регіональних можна виділити Політологічний центр «Генеза», Український культурологічний центр у Донецьку, Кримський центр незалежних політичних дослідників та журналістів, Асоціацію Політичних Наук [Архівовано 26 червня 2018 у Wayback Machine.] у Кропивницькому.